# Ołeksij Masyk
Ołeksij Jurijowycz Masyk (ukr. Олексій Юрійович Масик; ur. 29 czerwca 1998) – ukraiński zapaśnik walczący w stylu klasycznym. Zajął osiemanste miejsce na mistrzostwach świata w 2021. Dwunasty w indywidualnym Pucharze Świata w 2020. Siedemnasty na mistrzostwach Europy w 2021. 
Brązowy medalista młodzieżowych igrzysk olimpijskich z 2014. Trzeci na ME U-23 w 2021. Wicemistrz Europy kadetów w 2014 roku.